# Дзялкі (Жирардовський повіт)
Дзялкі (пол. Działki) — село в Польщі, у гміні Віскітки Жирардовського повіту Мазовецького воєводства.
Населення — 329 осіб (2011).
У 1975-1998 роках село належало до Скерневицького воєводства.

## Демографія
Демографічна структура станом на 31 березня 2011 року:
|          | Загалом | Допрацездатний вік | Працездатний вік | Постпрацездатний вік |
| -------- | ------- | ------------------ | ---------------- | -------------------- |
| Чоловіки | 169     | 37                 | 124              | 8                    |
| Жінки    | 160     | 28                 | 112              | 20                   |
| Разом    | 329     | 65                 | 236              | 28                   |